# Colwood
Colwood ist eine Stadt am südlichen Ende von Vancouver Island in British Columbia, Kanada. Die Stadt ist Teil der Metropolregion Greater Victoria, im Capital Regional District, welche noch mehrere andere Orte umfasst.
Die Stadt liegt etwa 9 Kilometer südwestlich von Victoria und wird unmittelbar von den Gemeinden Metchosin, Langford, View Royal und Esquimalt umgeben.
Colwood selber besteht aus mehreren Stadtteilen (Neighbourhoods):
- Belmont Park
- Colwood Corners
- Esquimalt Lagoon
- Hatley Park
- Wishart
- Royal Roads
- Triangle Mountain
- Royal Bay
- Latoria Walk

Mit seinen südöstlichen Nachbarschaften stößt die Kleinstadt an die Juan-de-Fuca-Straße.
Colwood ist die am weitesten südlich gelegene Stadt in Kanada, nicht jedoch die südlichste Gemeinde oder Bezirk.

## Geschichte

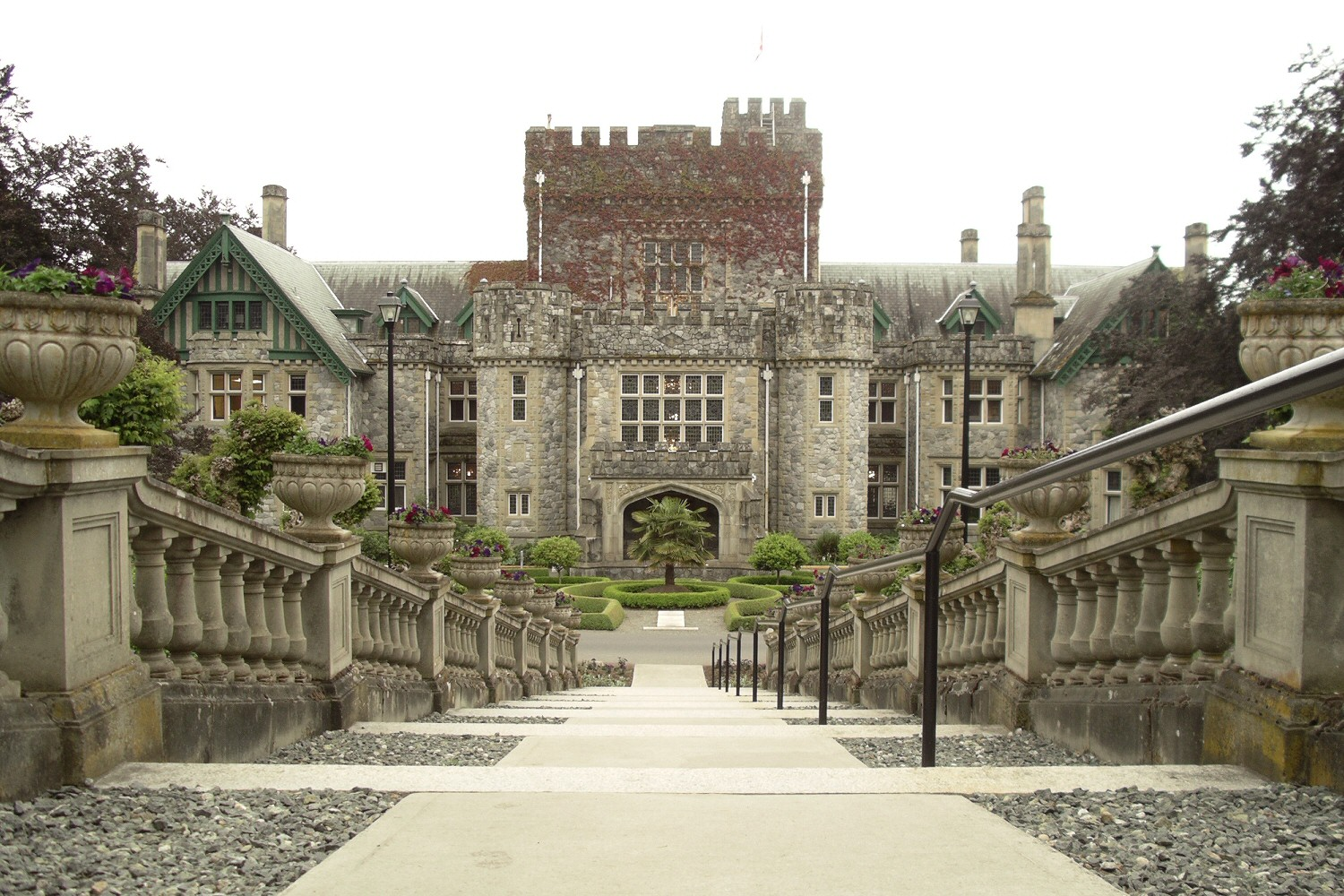
Hatley Castle

Colwood war ursprünglich eine von vier großen Farmen, die in den 1850er Jahren von der Hudson’s Bay Company gegründet wurden, um die ständig zunehmende Bevölkerung ihres Handelsposten Fort Victoria zu versorgen.
Im Jahr 1851 erreichte Edward E Langford die Kolonie. Er war von einer Tochtergesellschaft der Hudson’s Bay Company, der Puget Sound Agricultural Company, zum Farmverwalter bestellt worden. Seine Familie hatte in Sussex, England einen Landsitz mit Namen Colwood. Daher benannte er die Farm nun so. Seine Ehefrau brachte später das erste weiße männliche Kind in der Kolonie zur Welt.
1860 wurde dann auf einer Landzunge der Leuchtturm Fisgard Lighthouse fertiggestellt. Diesem folgte dann 1863, nahe der Farm, eine Sägemühle. 1874 wurde dann das erste Schulhaus erbaut, und im Jahr 1881 wurde in Colwood ein Postamt eröffnet. Ab 1890 wurde dann zum Schutz des nahegelegenen Hafens von Esquimalt das Fort Rodd Hill errichtet.
Im Jahr 1906 ließ sich dann James Dunsmuir, British Columbias Vizegouverneur seinen Wohnsitz Hatley Castle errichten.
Im Stadtgebiet von Colwood gibt es daher mehrere für die kanadische Geschichte bedeutende Bauwerke, welche heute zu den National Historic Site of Canada gehören. Diese sind Fisgard Lighthouse National Historic Site und  Fort Rodd Hill National Historic Site sowie Hatley Park National Historic Site.

## Demographie
Die letzte offizielle Volkszählung, der Census 2016, ergab für die Ansiedlung eine Bevölkerungszahl von 16.859 Einwohnern, nachdem der Zensus 2011 für die Gemeinde noch eine Bevölkerungszahl von 16.093 Einwohnern ergab. Die Bevölkerung nahm damit im Vergleich zum letzten Zensus im Jahr 2011 um 4,8 % zu und entwickelte sich schwächer als der Provinzdurchschnitt, dort mit einer Bevölkerungszunahme von 5,6 %. Im Zensuszeitraum 2006 bis 2011 hatte die Einwohnerzahl in der Gemeinde noch überdurchschnittlich um 9,6 % zugenommen, während sie im Provinzdurchschnitt um 7,0 % zunahm.
Zum Zensus 2016 lag das Durchschnittsalter der Einwohner bei 40,9 Jahren und damit weit unter dem Provinzdurchschnitt von 42,3 Jahren. Das Medianalter der Einwohner wurde mit 41,6 Jahren ermittelt. Das Medianalter aller Einwohner der Provinz lag 2016 bei 43,0 Jahren. Zum Zensus 2011 wurde für die Einwohner der Gemeinde noch ein Medianalter von 40,1 Jahren ermittelt, bzw. für die Einwohner der Provinz bei 41,9 Jahren.

## Bildung
Colwood gehört zu Schuldistrikt #62-Sooke. In der Stadt finden sich verschiedene Schulen, sechs elementary schools, eine middle school, zurzeit aber keine high school.
Ebenfalls in Colwood liegt die öffentliche Royal Roads University.

## Politik
Die Zuerkennung der des Status einer Stadt (incorporated als City) und die damit verbundene kommunalen Selbstverwaltung erfolgte am 24. Juni 1985.
Bürgermeister der Gemeinde ist Rob Martin. Zusammen mit sechs weiteren Bürgern bildet er den Rat der Kleinstadt (council).

## Wirtschaft
Ebenso wie die Nachbargemeinde View Royal ist auch Colwood mehr oder weniger vollständig von anderen Gemeinden umschlossen wird. Auch hier ist der Handel der vorherrschende Wirtschaftszweig. Ein großer Teil der Beschäftigten arbeitet allerdings auch in der öffentlichen Verwaltung und der Gesundheitsvorsorge. Viele Beschäftigte wohnen zwar in der Stadt, arbeiten aber in den umliegenden Gemeinden.
Das Durchschnittseinkommen der Beschäftigten von Colwood lag im Jahr 2005 bei weit überdurchschnittlichen 32,538 C $, während es zur selben Zeit im Durchschnitt der gesamten Provinz British Columbia nur 24.867 C $ betrug.

## Verkehr
In Ost-West-Richtung verläuft der Highway 14 durch das Stadtgebiet.
Die Stadt hat keinen eigenen Flughafen, sondern ist nur über die Flughäfen der umliegenden Gemeinden, besonders den von Victoria, zu erreichen.